# British Aerospace
British Aerospace (BAe), brittisk flyg- och försvarsindustri, 1977–1999, numera del av BAE Systems. Företaget bildades 29 april 1977 genom en statligt påtvingad fusion mellan Hawker Siddeley, British Aircraft Corporation och Scottish Aviation.

## Flygplanstyper
- Avro RJ
- BAe 146
- BAe ATP
- British Aerospace EAP
- Jetstream